# L’invisible
L’invisible ist ein Jazzalbum von Christer Bothén. Die im März 2024 im Studio Rymden in Stockholm entstandenen Aufnahmen erschienen am 4. April 2025 auf dem Label Thanatosis Produktion.

## Hintergrund
Auf dem Album spielt Bothén Bassklarinette (und präpariertes Klavier) und leitet ein neues Trio mit dem schwedischen Vibraphonisten und Schlagzeuger Kjell Nordeson (der meist in San Francisco lebt) und dem Kontrabassisten Torbjörn Zetterberg.
Bothén sagt, er habe sich dafür interessiert, was Musik mit Menschen machen kann:
„Wie können wir Musik erleben? Es geht immer um die Dinge, die wir nicht sehen können. L’invisible, L’invisible.“

## Titelliste
- Christer Bothén 3: L’invisible (Thanatosis Produktion THT38)[1]

1. L’Invisible, Partie 1 17:11
2. L’Invisible, Partie 2 19:54

Die Kompositionen stammen von Christer Bothén.

## Rezeption
Auch im Alter von 83 Jahren würde der vitale Musiker Christer Bothén über eine ungebrochene Schärfe in seinem künstlerischen Schaffen verfügen, lobte Magnus Säll im Dagens Nyheter. Christer Bothén gehe immer noch mit der furchtlosen Neugier eines Kindes dem inneren Geheimnis der Musik nach. Er habe noch nie besser als auf L’invisible gespielt.

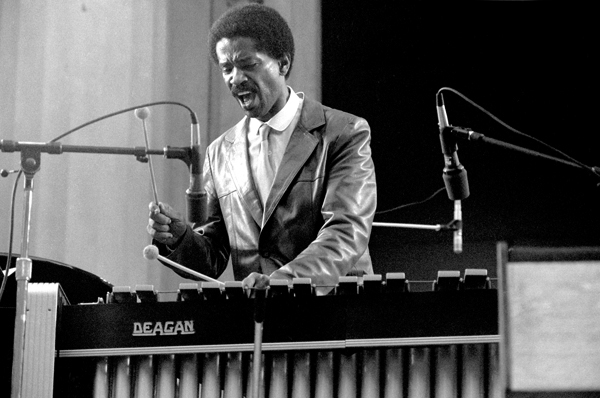
Bobby Hutcherson 1982 beim Berkeley Jazz Festival

Der schwedische Klarinettist Christer Bothén müsse nicht vorgestellt werden, meinte Eyal Hareuveni (Salt Peanuts). Sein Schaffen überschreite Genre, Tradition und das Greifbare und erkunde eine tiefe klangliche und spirituelle Tiefe. Bothén habe sich stets dem Unbekannten zugewandt und seine musikalische Sprache kontinuierlich weiterentwickelt. Die zweiteilige Suite sei eine überwiegend meditatives, oft rätselhaftes und spirituell-traumartiges Werk, das organisch durch spontane, frei improvisierte Melodien und kurze, intensive Ausbrüche fließe, dabei aber stets tief emotional sei. Die erfahrenen Improvisatoren Nordeson und Zetterberg (ein Ngoni-Schüler Bothéns) seien perfekte Partner für eine solche musikalische Reise. Nordesons Vibraphon mit Bothéns Bassklarinette würde das unsterbliche Timbre von Bobby Hutcherson und Eric Dolphy auf dem legendären Album Out to Lunch! (Blue Note, 1964) widerspiegeln, und Bothén füge im ersten Teil sogar eine flüchtige Hommage an Ornette Colemans Klassiker „Lonely Woman“ hinzu. Dieses Trio habe sofort eine gute Verbindung und eine raumgreifende, aber dennoch gesprächsartige Dynamik aufgebaut.